# Ostrovica (Tutin)
Ostrovica (Servisch cyrillisch Островица) is een plaats in de Servische gemeente Tutin. De plaats telt 40 inwoners (2002).